# Desa Padalarang
Desa Padalarang är en administrativ by i Indonesien.   Den ligger i provinsen Jawa Barat, i den västra delen av landet, 100 km sydost om huvudstaden Jakarta. Desa Padalarang ligger vid sjön Situ Ciburuy.